# AACTA al miglior attore non protagonista internazionale
L'AACTA al miglior attore non protagonista internazionale (AACTA International Award for Best Supporting Actor) viene assegnato dal 2013 all'attore non protagonista in un film non australiano votato come migliore dall'Australian Academy of Cinema and Television Arts.

## Vincitori e candidati

### Anni 2010-2019
- 2013
  - Robert De Niro - Il lato positivo - Silver Linings Playbook (Silver Linings Playbook)
- 2014
  - Michael Fassbender - 12 anni schiavo (12 Years A Slave)
  - Bradley Cooper - American Hustle - L'apparenza inganna (American Hustle)
  - Joel Edgerton - Il grande Gatsby (The Great Gatsby)
  - Jared Leto - Dallas Buyers Club
  - Geoffrey Rush - Storia di una ladra di libri (The Book Thief)
- 2015
  - J.K. Simmons - Whiplash
  - Ethan Hawke - Boyhood
  - Edward Norton - Birdman
  - Mark Ruffalo - Foxcatcher - Una storia americana (Foxcatcher)
  - Andy Serkis - Apes Revolution - Il pianeta delle scimmie (Dawn of the Planet of the Apes)
- 2016
  - Mark Rylance - Il ponte delle spie (Bridge Of Spies)
  - Christian Bale - La grande scommessa (The Big Short)
  - Paul Dano - Love & Mercy
  - Benicio del Toro - Sicario
  - Joel Edgerton - Black Mass - L'ultimo gangster (Black Mass)
- 2017
  - Dev Patel - Lion - La strada verso casa (Lion)
  - Mahershala Ali - Moonlight
  - Jeff Bridges - Hell or High Water
  - Lucas Hedges -Manchester by the Sea
  - Michael Shannon - Animali notturni (Nocturnal Animals)
- 2018
  - Sam Rockwell - Tre manifesti a Ebbing, Missouri (Three Billboards Outside Ebbing, Missouri)
  - Willem Dafoe - Un sogno chiamato Florida (The Florida Project)
  - Armie Hammer - Chiamami col tuo nome (Call Me by Your Name)
  - Tom Hardy - Dunkirk
  - Ben Mendelsohn - L'ora più buia (Darkest Hour)
- 2019
  - Mahershala Ali - Green Book
  - Timothée Chalamet - Beautiful Boy
  - Joel Edgerton - Boy Erased - Vite cancellate (Boy Erased)
  - Sam Elliott - A Star Is Born
  - Sam Rockwell - Vice - L'uomo nell'ombra (Vice)

### Anni 2020-2029
- 2020[2][3]
  - Brad Pitt - C'era una volta a... Hollywood (Once Upon a Time... in Hollywood)
  - Al Pacino - The Irishman
  - Joe Pesci -The Irishman
  - John Lithgow - Bombshell - La voce dello scandalo (Bombshell)
  - Song Kang-ho - Parasite (Gisaengchung)
- 2021[4][5]
  - Sacha Baron Cohen - Il processo ai Chicago 7 (The Trial of the Chicago 7)
  - Chadwick Boseman - Da 5 Bloods - Come fratelli (Da 5 Bloods)
  - Ben Mendelsohn - Babyteeth - Tutti i colori di Milla (Babyteeth)
  - Mark Rylance - Il processo ai Chicago 7 (The Trial of the Chicago 7)
  - David Strathairn - Nomadland